# Juan de Salinas y Loyola
Juan de Salinas y Loyola (Salinas de Añana (Álava), Castilla, 1492 - Loja, Real Audiencia de Quito, 1582) Pertenece a la rama Alavesa de la casa y palacio de Hoñaz y Loyola de Azpeitia. Teniente Gobernador de Yaguarzongo y Bracamoros. Adelantado de las dichas provincias (1571 y 1578). Descubridor, conquistador y poblador español.

## Biografía

### Familia y orígenes
Sus orígenes escaparon de las investigaciones historiográficas de importantes académicos como González Suárez o José Rumazo quienes no pudieron encontrar su procedencia familiar, algo que era importante debido a su apellido. Sin embargo, recientemente se ha podido determinar era descendiente de los palacios de Oñaz y Loyola. Sus padres fueron Don Bernardo Vélez de Loyola y de Doña Guiomar Fernández su abuelo fue Juan Pérez de Loyola. Esto fue importante para la historia de Ecuador ya que le convertía por lo que era primo de Don Iñigo López de Mendoza (San Ignacio de Loyola). Sería pues Juan Salinas de Loyola, junto a la Lorenzo de Cepeda y Teresa de Cepeda (familiar de Santa Teresa de Jesús) dos personas importantes que estuvieron vinculadas a la Real Audiencia de Quito y eran familiares de religiosos destacados en la península. No solo eso, esto también lo vincula a la lista de cristianos nuevos, o judíos convertidos que estuvieron en los primeros años de la Audiencia de Quito. Por esta razón su historia marca el inicio de los asentamientos judíos en Ecuador. Esto se confirmaría por el hecho de que sería pariente de Don Juan de Loyola Haro de Molina, quien muchos años más tarde, en 1743 sería procesado por la Inquisición limeña.

### Participación en la conquista
Se embarcó a América en 1515 y estuvo con Hernán Cortés en la conquista de México. Participó en la expedición al golfo de Hibueras y posteriormente recorrió gran parte de las actuales Honduras, Nicaragua y Panamá.
Por 1531 decidió unirse al grupo de Pizarro, acompañándole a la península de Santa Elena y a la isla Puná. Se unió a la expedición de Sebastián de Belalcázar lo que le permitió estar  presente en la marcha hacia Cajamarca y durante la captura y muerte del inca Atahualpa.Tras cobrar el "rescate" en forma de piezas de oro y plata de Atahualpa, partió con Hernando Pizarro y entregó al rey español el quinto de este tesoro que era suyo. Su lugar en la conquista de América del sur fue tardío puesto que regresó a Sudamérica cuando las campañas estaban casi concluidas. Estuvo presente en el sitio de Lima en 1536 y participó en varias batallas de los conquistadores. Más tarde, bajo el mando del capitán Alonso de Mercadillo, inició la conquista de la provincia de Paltas y estuvo junto a él en la fundación de la Inmaculada Concepción de Loja el 8 de diciembre de 1546, por lo que es recordado en dicha ciudad con un monumento a la entrada de la muralla. Estaba en Loja cuando, impulsado por el sentido de la aventura, aceptó la propuesta del virrey marqués de Cañete de "librar" al país de malos elementos y organizó una expedición con doscientos cincuenta hombres. El 8 de julio de 1557 partió, cruzó la cordillera de los Andes y avanzó hacia el este, fundando las ciudades de Valladolid, Loyola, Santiago de las Montañas, Logroño de los Caballeros, Sevilla de Oro y Santa María de Neiva, lo que le convirtió además de un conquistador, en uno de los protagonistas de las expediciones hacia la Amazonía, que darían inicio a las posteriores misiones de Maynas.

### Exploraciones y fundaciones

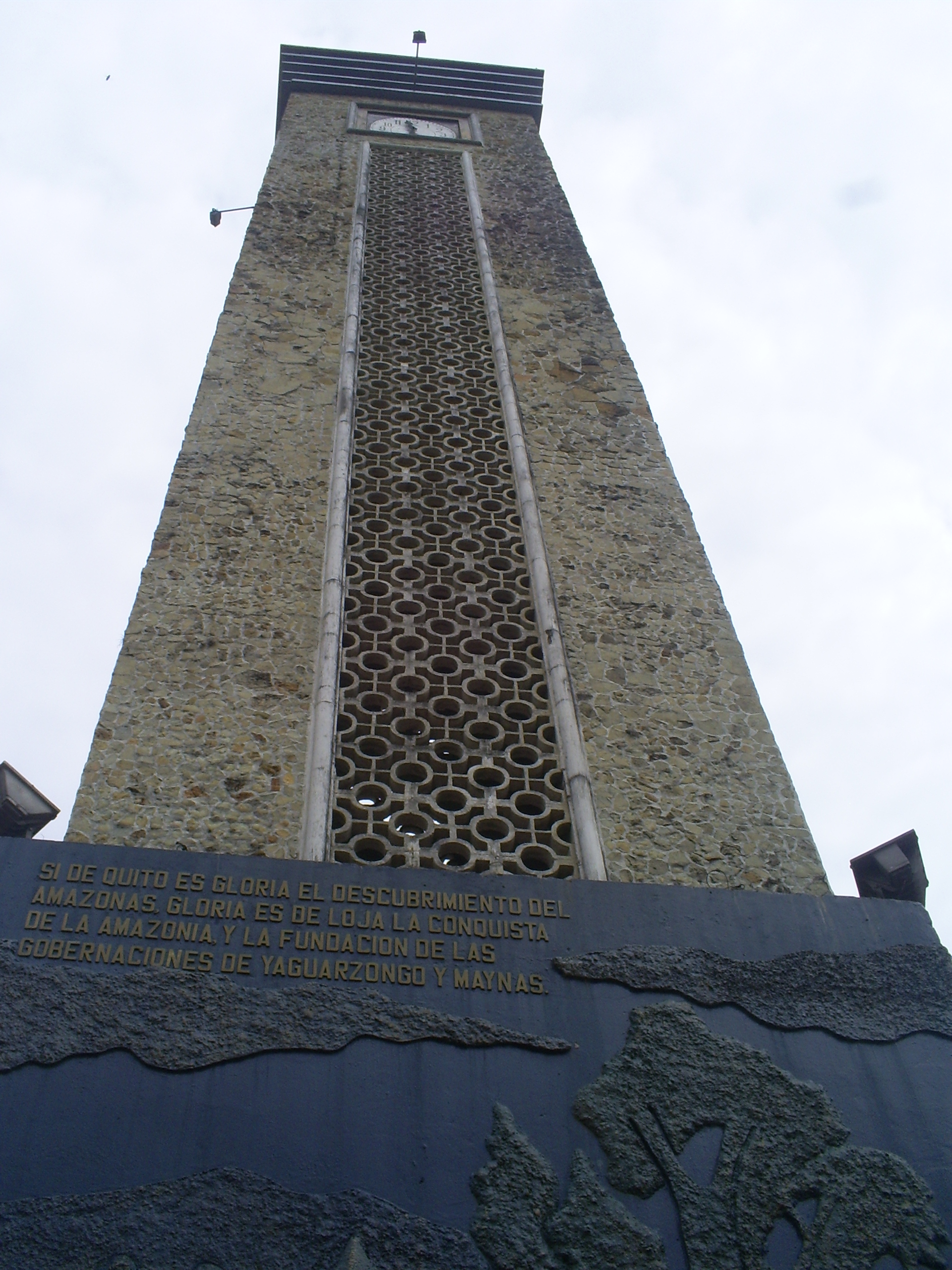
Torre en la plaza de la Independencia "San Sebastián" de Loja donde se lee "Si de Quito es Gloria el Descubrimiento del Amazonas, gloria es de Loja la Conquista de la Amazonía y la Fundación de las gobernaciones de Yahuarzongo y Maynas."

Importante figura en la conquista de lo que ahora es el Oriente ecuatoriano y peruano como fue la conquista de la capital de los Bracamoros, Cumbinamá en una expedición de 1539 que haría junto a Gaspar de Valladolid y Angulo.  Fundó muchas ciudades en la Cuenca Amazónica en Ecuador y Perú, entre ellas Valladolid, Loyola, Santiago de las Montañas, Logroño de los Caballeros, Santa María de Leiva, San Francisco de Borja, Jaén de Bracamoros, Sevilla del Oro y Santa María la Nieva. Así como, el 8 de diciembre de 1548, en la fundación final de Loja junto al capitán Alonso de Mercadillo. Colonizó las áreas que serían las provincias de Yaguarzongo y Maynas, fue el primer teniente gobernador de Yaguarzongo y Bracamoros(Pacamoros) por el 1556,además de nombrarlo "adelantado" de estas zonas con el fin de favorecer las labores de colonización y exploración.
En 1557 se casó en Lima con Doña Bernardina de Alderete Mercado y tuvieron como hijo único a Gaspar de Salinas Loyola, nombrado así en honor de su compañero de armas,Gaspar de Valladolid y Angulo. Estuvo presente el lunes 12 de abril de 1557, junto a Gil Ramírez Dávalos, en la fundación de Cuenca sobre las ruinas de la ciudad inca de Tomebamba, en honor a la homónima ciudad española de Cuenca. Asimismo en 1558, en búsqueda de "El Dorado", descubrió el Pongo de Manseriche en la cuenca del Marañón en Perú.
Casi una década más tarde, en 1569 regresaría a España donde viviría cuatro años y además buscaría presentar una "relación" es decir un informe de los hechos realizados al rey que había escrito en varios documentos. Esto con el fin de poder pedir una aprobación que le permitan explotar la minería en el sur de la Audiencia de Quito, algo que le fue permitido. Regresaría a América en 1574 con el fin de empezar la explotación minera. Se sabe que tres años más tarde en 1577 estando en Loja pediría que se le cumpla varias cédulas que tenía a su favor con el fin de oficializar las fundaciones de ciudades en la Amazonía. Le fue aprobado por lo que fue "encomendado" Loja y Cuenca, para que pueda intervenir sin restricciones en la actividad minera. Esto le daría un privilegio del que pocos conquistadores gozaron, dentro de un territorio grande y con riqueza minera importante. Por esta razón, sería posteriormente objeto de crítica por el padre Pedro Bedón quien en sus relaciones denunció abusos de los encomenderos, dentro de los que se encontraba Juan de Salinas. Bedón recomendó realizar visitas de oidores de manera más frecuente para poder constatar el apego a las leyes de indias.

## Legado

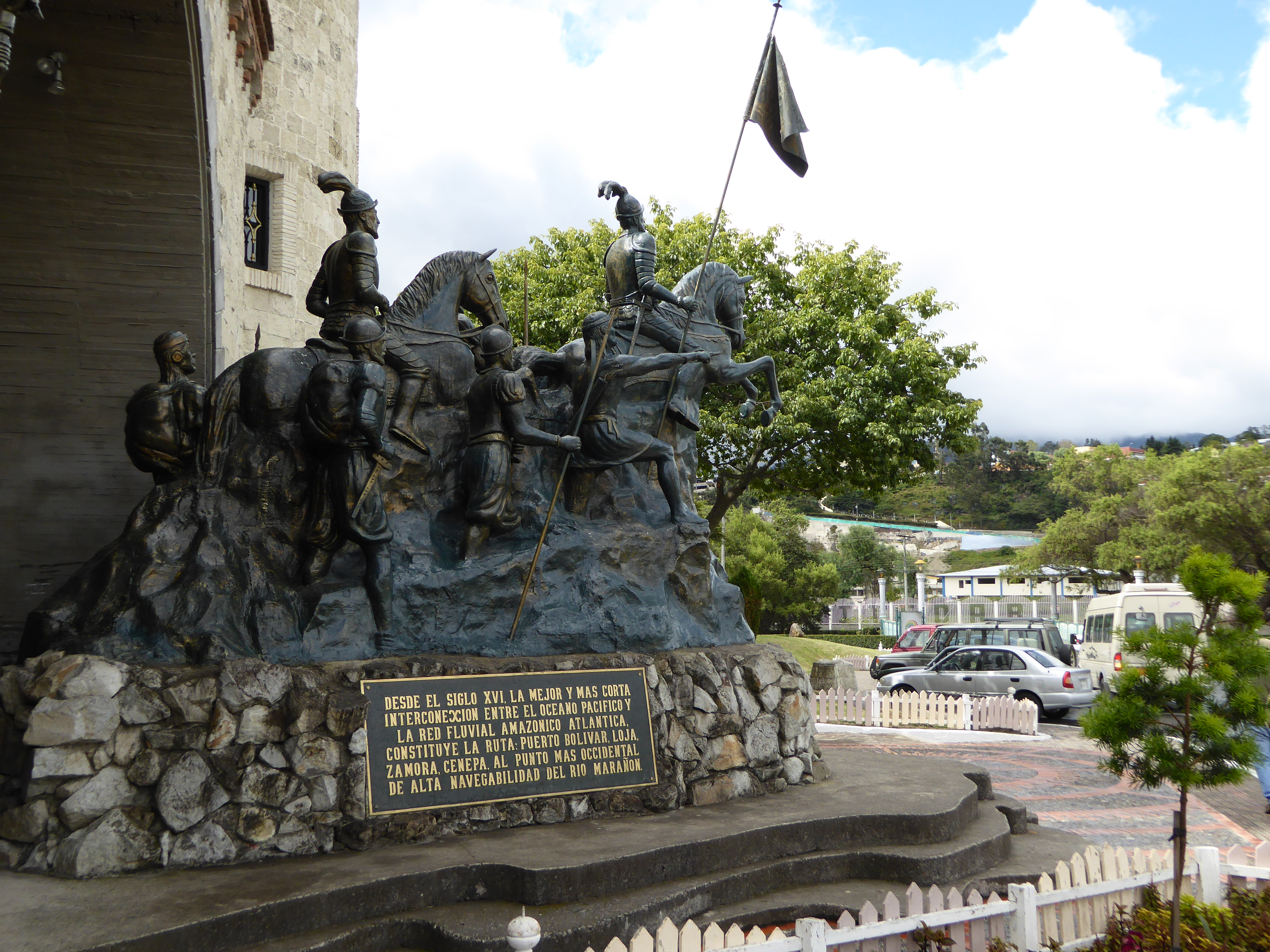
Monumento en Loja a Juan Salinas y Loyola

Se recuerda la gesta de Juan de Salinas y Loyola en la entrada de la ciudad de Loja con un monumento en su honor que recibe a las personas en la puerta de la ciudad. La ciudad de la Inmaculada concepción de Loja erigió una escultura de bronce dedicada a su memoria  que se encuentra al lado del monumento de la puerta de la ciudad que recuerda las murallas de ciudades medievales y que se encuentra representada por una parte del escudo de armas de la ciudad de Loja, donde muestra un castillo medieval como muralla de ingreso a la ciudad. Fue terminado en el año de 1998 y su inauguración se llevó a cabo como celebración por la firma del tratado de paz que ponía fin al conflicto limítrofe de Ecuador con Perú. Siendo Juan de Salinas una persona clave en la historia de ambos países y uno de los fundadores de gran parte de las ciudades de la región fue recordado con la erección de un monumento en su memoria. En la placa dice: "Desde el siglo XVI la major y más corta interconexión entre el océano pacífico y la red fluvial amazónico atlántica, constituye la ruta: Puerto Bolívar, Loja, Zamora, Cenepa. Al punto más occidental de alta navegabilidad del Río Marañon."